# George Adams (Fußballspieler, 1926)
George Adams (* 16. Oktober 1926 in Falkirk; † Juli 2011 in Wandsworth) war ein schottischer Fußballspieler.

## Karriere
Adams belegte mit Chelmsford City in der Spielzeit 1948/49 den zweiten Platz in der Southern Football League, bevor er im Sommer 1949 von Leyton Orient in die Football League Third Division geholt wurde. Dort musste er bis zum März 1950 auf sein Pflichtspieldebüt warten, dem Einsatz gegen den AFC Newport County folgten bis Saisonende drei weitere auf der Position des rechten Außenläufers. Bereits nach einem Jahr bei Leyton Orient kehrte er in die Southern League zurück und schloss sich dort Bath City an, für den Klub bestritt er in der Folge 21 Partien (7 Tore). Im März 1954 gehörte er nochmals kurzzeitig einem Klub der Football League an, kam bei Crystal Palace aber nur für das Reserveteam zum Einsatz.